# سیارک ۲۱۸۸۷
سیارک ۲۱۸۸۷ (به انگلیسی: 21887 Dipippo، نامگذاری:1999UH42) بیست و یک هزار و هشتصد و هشتاد و هفتمین سیارک کشف شده‌است که در ۲۰ اکتبر ۱۹۹۹ کشف شد.
قدر مطلق سیارک برابر ۳۰.۹ است.